# Leslie Griffiths, Baron Griffiths of Burry Port

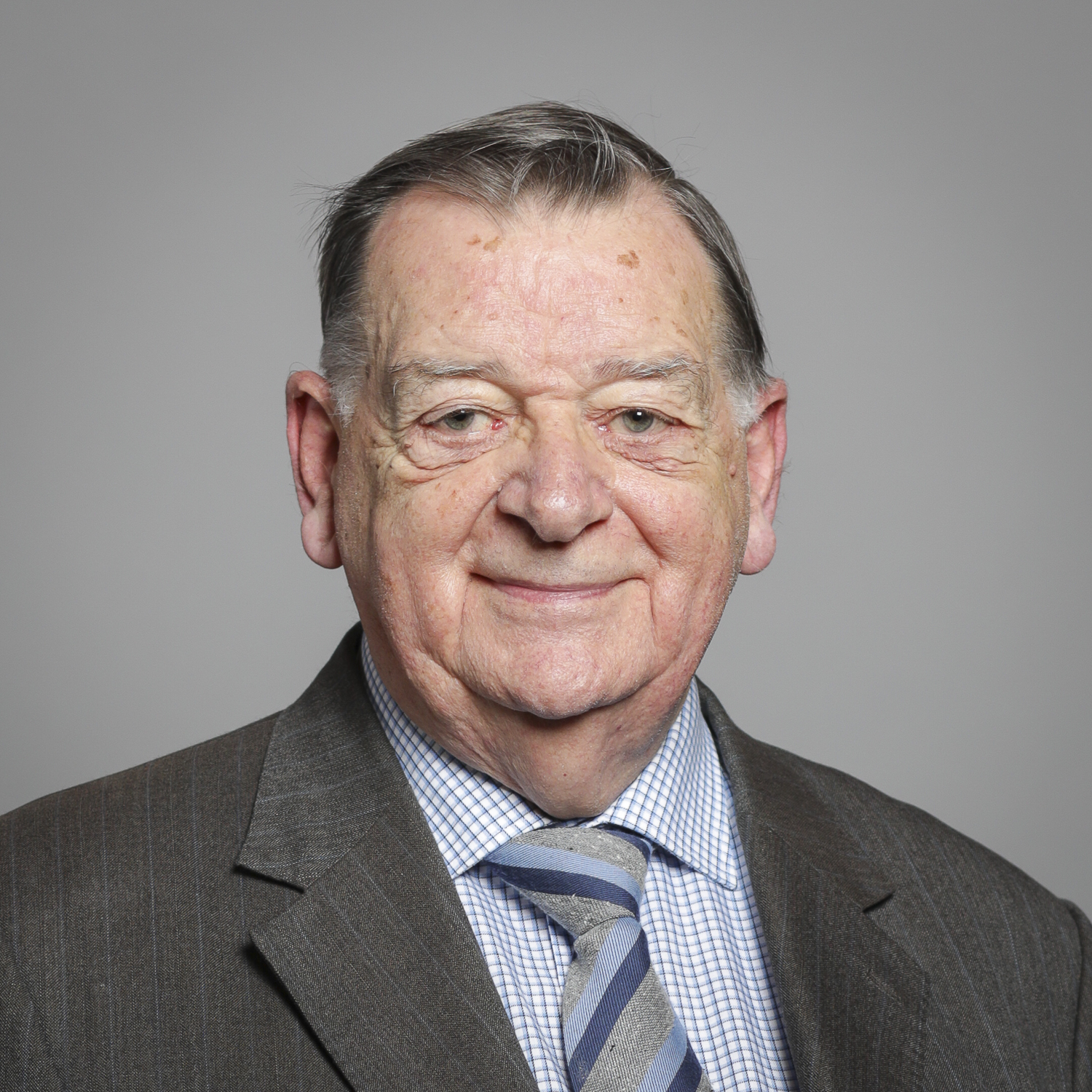
The Rev'd Leslie Griffiths, The Lord Griffiths of Burry Port.

Leslie John Griffiths, Baron Griffiths of Burry Port, (* 15. Februar 1942) ist ein methodistischer Pfarrer und Life Peer im House of Lords, wo er für Labour sitzt.
Griffiths wurde 1963 Prediger seiner Heimatgemeinde. Er studierte am Fitzwilliam College in Cambridge und uns Schloss das Studium 1969 mit einem Master of Arts in Theologie ab; gleichzeitig wurde er am Wesley House zum methodistischen Pfarrer ausgebildet. In den 1970er-Jahren lebte er die meiste Zeit auf Haiti, wo er auch ordiniert wurde und kehrte dann nach Großbritannien zurück, um in Gemeinden in Essex und Golders Green zu arbeiten. 1987 promovierte Griffiths in Philosophie an der School of Oriental and African Studies der Universität London. Er war 1994/95 Präsident der Methodistenkonferenz.
Seit 1996 ist er Superintendent an der Wesley's Chapel in London. 2004 wurde er als Baron Griffiths of Burry Port, of Pembrey and Burry Port in the County of Dyfed, zum Life Peer erhoben.